# Wahrheit oder Pflicht (2018)
Wahrheit oder Pflicht (Originaltitel: Truth or Dare) ist ein US-amerikanischer Horrorfilm aus dem Jahr 2018. Regie führte Jeff Wadlow, in den Hauptrollen spielen Lucy Hale und Tyler Posey. Der Film hat als wiederkehrendes Motiv ein real gewordenes Wahrheit oder Pflicht.

## Handlung
An der Grenze zwischen den Vereinigten Staaten und Mexiko betritt eine junge Frau im Kapuzenpullover einen Kiosk, um Zigaretten zu kaufen. Nachdem der Inhaber einen Telefonanruf entgegengenommen hat, stellt er ihr die Frage: „Wahrheit oder Pflicht?“ Daraufhin bricht sie in Tränen aus und sagt, dass sie nicht mehr "spielen" will, setzt aber dennoch mit Benzin und Feuerzeug eine Frau in Brand.
Olivia betreibt einen YouTube-Kanal für ein soziales Projekt, wird aber von ihrer besten Freundin Markie überredet, den letzten Springbreak in Rosarito zu verbringen. Markies Freund Lucas, das Paar Penelope und Tyson sowieso Brad kommen auch mit. In einer Bar in Mexiko begegnet Olivia am letzten Abend ihrem alten Bekannten Ronnie, der aufdringlich wird, bis sich ein anderer junger Mann namens Carter an der Theke einmischt. Olivia und Carter kommen ins Gespräch und er überzeugt sie, gemeinsam mit den Freunden in eine verfallene Kirche zu gehen. Ronnie folgt der Gruppe. In der Kirche spielen sie auf Carters Vorschlag Wahrheit oder Pflicht. Dabei versucht Tyson, Olivia eine Beziehung zu Lucas nachzusagen. Carter verrät, dass er Olivia und die Freunde hierher lockte, um das Spiel zu spielen. Bevor er wegläuft, sagt er ihr noch, dass das Spiel ernst sei und sie unbedingt die Wahrheit sagen oder Pflicht erfüllen müsse, um nicht zu sterben. Sollten sich die Spieler weigern zu spielen, sterben diese ebenfalls.
Nach der Rückkehr zum College sieht Olivia auf ihrem Tisch, auf einem Werbezettel und auf ihrem Auto die Worte „Wahrheit oder Pflicht“. Sie stellt Ronnie zur Rede, doch der sieht nichts und hält sie für verrückt. Daraufhin geht sie in die Bibliothek, um Markie zu suchen. Dort wird sie von mehreren Menschen umzingelt, die ihr mit verzerrten Gesichtern die bekannte Auswahl geben und die Wahrheit über Markie hören wollen. Olivia sagt laut, dass Markie Lucas die ganze Zeit untreu sei, worauf das Paar wütend reagiert. Ronnie wird in einer Bar mit Wahrheit oder Pflicht konfrontiert. Er muss seinen Penis zeigen, entscheidet sich aber dagegen. Er stürzt von einem Billardtisch gegen eine Tischkante und bricht sich das Genick.
Olivia versucht gerade, ihren Freunden die Situation zu erklären, als alle auf ihren Handys ein Video von Ronnies Tod erhalten. Lucas verlässt das Haus. Draußen hört er jedoch die geheimnisvolle Stimme und sieht „Wahrheit oder Pflicht?“ erst als Graffiti und dann eingebrannt auf seinem Arm. Olivia erkennt, dass die Reihenfolge genauso ist wie beim Spiel in Mexiko. Markie ist als Nächste dran und wird per Handynachricht aufgefordert, Olivias Hand zu brechen, was sie auf Drängen ihrer Freundin hin tatsächlich mit einem Hammer tut. Im Krankenhaus wird Brad von der übernatürlichen Macht zu einem homosexuellen Outing gegenüber seinem Vater, einem Polizisten, gezwungen. Tyson ist nun an der Reihe, nimmt die Warnung aber nicht ernst. Bei einem Vorstellungsgespräch bestreitet er, Rezepte zu fälschen, und stirbt nach der Lüge, indem er sich einen Stift ins Auge rammt.
Die verbliebenen Freunde suchen online nach weiteren Informationen. Markie entdeckt ein Video, das eine Studentin namens Giselle zeigt, die eine Frau in einem Kiosk in Rosarito anzündet und verschwindet. Olivia findet Giselles Facebook-Profil und auf einem der Fotos ist auch Carter zu sehen. Markie schreibt der jungen Frau eine drohende Nachricht. Penelope versucht Wahrheit zu wählen, was das Spiel nicht akzeptiert. Gleich darauf erhält sie die Pflichtaufgabe, stark betrunken an der Dachrinne entlang zu balancieren, bis die Flasche leer ist. Die Freunde retten sie mit einer Matratze.
Dann kommt es zum Treffen mit Giselle. Sie berichtet von einem ähnlichen Erlebnis in der mexikanischen Kirche. Ihr Freund Sam habe dort nach einer Runde Wahrheit oder Pflicht betrunken randaliert. Dass Penelope gerade Pflicht wählen musste, sei die Regel: zweimal Wahrheit, dann Pflicht. Carter habe eine neue Gruppe suchen müssen. Gemäß ihrer Pflichtaufgabe schießt sie auf Olivia, doch Penelope wirft sich dazwischen. Wegen der nicht erfüllten Aufgabe erschießt sich Giselle selbst.
Markie und Lucas finden Informationen über die Kirche in Mexiko, wo zuerst ein toter Priester gefunden wurde und wenig später ein Massaker stattfand, das nur die 19-jährige Nonne Inez Reyes überlebte. Währenddessen sucht Olivia oben nach einem Ladegerät und wird von einem Mann vor die Wahl gestellt. Wegen der Regel mit der Reihenfolge von Wahrheit und Pflicht entscheidet sie sich für Pflicht, um dies ihren Freunden zu ersparen. Sie wird zum Sex mit Lucas gezwungen. Sie vertraut ihm an, dass sie Angst hatte, Markie ein Geheimnis zu verraten. Beim Sex ist Lucas mit Wahrheit dran und sagt auf Olivias Frage, dass er Markie wirklich liebt. Markie sieht sich zum wiederholten Mal ein Video mit ihrem verstorbenen Vater an. Er drängt sie zur Antwort auf die Frage, warum sie die Waffe, mit der er sich tötete, behalten hat, und sie sagt, dass sie die Waffe vielleicht selbst benutzen wolle.
Olivia und Lucas fahren ohne Markie nach Mexiko, um die ehemalige Nonne zu treffen. Deren Enkelin sagt, dass Inez Reyes seit 50 Jahren nicht mehr gesprochen habe. Nach einer Stunde dürfen Olivia und Lucas zu der alten Frau, die einige Informationen aufgeschrieben hat. Sie deutet Missbrauch der Mädchen durch einen Priester an. Daraufhin habe sie damals einen Dämonen namens Calyx gerufen, der einige Menschen in dem Kloster getötet habe. Durch ihn ist das Spiel besessen. Die Person, die den Dämon gerufen habe, könne ihn mit einem Ritual einfangen, indem ein Spruch in spanischer Sprache siebenmal wiederholt und die herausgeschnittene Zunge der Person in einem Gefäß versiegelt wird. Inez zeigt solch ein Gefäß. Olivia hat so etwas mit verfaultem Inhalt in der Kirche gesehen. Daher ist Inez stumm.
Nach ihrer Rückkehr diskutieren sie das weitere Vorgehen, als Brad von seinem Vater nach draußen geholt und zur Rede gestellt wird. Aus dem Funkgerät des Polizisten erklingt die Wahrheit-oder-Pflicht-Stimme, die Brad zwingt, seinen Vater mit dessen Waffe zu bedrohen, bis dieser um sein Leben bettelt. Dabei wird Brad von einem anderen Polizisten von hinten erschossen. Der Dämon fährt in Lucas und zwingt Olivia, ihrer besten Freundin das Geheimnis zu verraten. Olivia erzählt Markie, dass sie vor Ort war, als deren Vater starb. Vor seinem Tod seien sie beide betrunken gewesen und er habe Olivia sexuell bedrängt. Er würde sich etwas antun, wenn Markie davon erfahre, habe er gesagt. Olivia habe zu ihm gesagt, er sei besser dran, wenn er tot wäre. Markie reagiert wütend auf die Enthüllung. Ein Polizist konfrontiert Olivia mit der Facebook-Nachricht an Giselle und sie erfährt dabei, dass Carter Sam ist. Dieser habe sich in einer Wohnung verschanzt. Nachdem Olivia Markie vor dem Selbstmord mit der Waffe ihres Vaters gerettet hat, fahren die beiden Frauen mit Lucas zu dem Haus, in dem sie Sam finden.
Die Freunde zwingen Sam mit vorgehaltener Pistole zurück zu der Kirche in Mexiko. Während Sam beginnt, den spanischen Spruch vorzulesen und das Bauwerk zittert, erhält Lucas die Aufgabe, Olivia oder Markie zu töten. Nachdem Sam begonnen hat, sich die Zunge abzuschneiden, ohne das Ritual zu vollenden, tötet Lucas erst ihn und dann sich selbst. Olivia drängt Markie, sich für Pflicht zu entscheiden. Markie soll auf Olivia schießen. Olivia lässt den Dämon mitspielen und fragt ihn nach einer Möglichkeit, das Spiel zu beenden. Das sei nach Sams Tod nicht möglich. Alle Spieler müssen sterben. Doch Olivia und Markie können ihren eigenen Tod hinauszögern, indem sie weitere Mitspieler finden. Olivia erzählt in einem Video ihre Geschichte und verteilt es über YouTube an die ganze Welt, um Millionen neue Spieler zu erreichen. Hiermit wird ein Zirkelschluss zum am Anfang des Filmes dargelegten moralischen Dilemma hergestellt. Olivia begann das Spiel und wählte die "Wahrheit", woraufhin Brad sie vor eine Entscheidung stellte: "Aliens. Die landen hier und stellen Dich vor die Wahl. Entweder töten sie alle in diesem Raum und verschwinden dann. Oder sie töten die gesamte Bevölkerung Mexikos, aber wir entkommen unversehrt. Entscheide Dich." Olivia erwiderte hierauf: "Sorry, Leute. Ich liebe euch. Aber Millionen Menschen. Kommt schon." In der letzten Szene sieht man zwei Mädchen, welche sich das Video ansehen. Als die letzten drei Wörter im Video, "Wahrheit oder Pflicht", gesagt wurden, fängt eines der beiden Mädchen an zu grinsen.

## Produktion
Die Dreharbeiten dauerten 23 Tage. Sie fanden in Atlanta und Rosarito statt. Die Handyaufnahmen, die am Anfang des Films zu sehen sind, erstellten die Schauspieler während einer Reise nach Mexiko selbst. In den USA erschien der Film am Freitag, 13. April 2018.
Nach Aussage des Regisseurs Jeff Wadlow konfrontierte ihn Produzent Jason Blum mit der Idee, einen Film über das Spiel Wahrheit oder Pflicht zu drehen. Zuerst schlug er dann die Eröffnungsszene vor. Eine harmlose Spielrunde in der Kirche  sollte sich für die Zuschauer vertraut anfühlen, bevor es übernatürlich und gefährlich wird. Die Idee mit den verzerrten Gesichtern, die im Film zu sehen sind, wenn die Frage „Wahrheit oder Pflicht?“ gestellt wird, kam Wadlow bei der Benutzung von Snapchat-Filtern.

## Rezeption
Von den bei Rotten Tomatoes gesammelten Reviews sind 16 Prozent positiv, und der Film wird im Durchschnitt mit 3,8 von 10 bewertet. Die Zusammenfassung der dortigen Kritiken besagt, dass „die glatte Darstellung den mittelmäßigen Horrorfilm nicht erschreckender mache als eine durchschnittliche Runde des realen Spiels“ („Truth or Dare’s slick presentation isn't enough to make this mediocre horror outing much more frightening than an average round of the real-life game.“).
Christian Fußy kommt in seiner Rezension bei filmstarts.de ebenfalls zu einer negativen Einschätzung. Er bezeichnet den Film als „eine zwar mit tödlichen Zwischenfällen gespickte, aber trotzdem vor allem sterbensöde Teenie-Seifenoper mit maximal ungruseligen Horrorelementen“ und bemängelt die zu alten Schauspieler, die visuellen Effekte sowie das Fehlen „schockierender Gewalt oder echter Emotionen“. Richard Newby bezeichnet den Film bei hollywoodreporter.com als Rückschritt und vermutet, dass die Geschichte im Konflikt zwischen Regisseur und Filmstudio zerrieben wurde.